# Alejandro Ferreiro
Alejandro Ferreiro Yazigi (Santiago, 18 de marzo de 1966) es un abogado, docente, consultor y político demócrata cristiano chileno, ministro de Estado de la presidenta Michelle Bachelet durante el primer gobierno de esta. Desde 2011 y hasta 2013 se desempeñó como presidente del Consejo para la Transparencia.

## Familia y estudios
Hijo mayor y único varón del descendiente de gallegos José Antonio Ferreiro Serrano, un mediano empresario de la comuna de Vitacura, y de María Edith Yazigi Melej. Se educó en el exclusivo Saint George's College, establecimiento del que egresó como el mejor alumno de la promoción (Best Georgian) y en el que fue compañero del cineasta Andrés Wood y los políticos Claudio Orrego y Arturo Barrios, entre otros personajes de la vida pública de su país. En 1992 se casó con Claudia Andrea Bobadilla Ferrer, el matrimonio tuvo un hijo; José Antonio. Se divorciaron en 2002.
Estudió en la Facultad de Derecho de la Universidad de Chile, donde también fue el mejor alumno, obteniendo el Premio Montenegro. Más tarde partió a los Estados Unidos, donde obtuvo un Master of Arts por la Universidad de Notre Dame (1989-1990).

## Trayectoria pública
En 1985 ingresó al Partido Demócrata Cristiano. A los 24 años de edad se incorporó al Gobierno del presidente Patricio Aylwin como asesor de la división de relaciones políticas e institucionales del Ministerio Secretaría General de la Presidencia, liderado entonces por el también DC, Edgardo Boeninger.
Con un intermedio en la corporación Tiempo 2000, pasó luego a ser secretario ejecutivo de la Comisión Nacional de Ética Pública, entidad formada durante el Gobierno de Eduardo Frei Ruiz-Tagle, cuando el politólogo Genaro Arriagada era ministro secretario general de la Presidencia.
En 1996 fue llamado a ocupar la titularidad de la Superintendencia de Isapres, cargo en el que permaneció hasta el fin de la administración.
Al asumir Ricardo Lagos como jefe de Gobierno fue nombrado fugazmente superintendente de Electricidad y Combustibles. Posteriormente asumió como superintendente de Administradoras de Fondos de Pensiones. En este cargo ejecutó el sistema de multifondos y le tocó manejar el caso Inverlink, por el lado de la AFP del grupo, Magister. En mayo de 2003 fue nombrado superintendente de Valores y Seguros, permaneciendo hasta marzo de 2006.
El 14 de julio de 2006 volvió al Gobierno, esta vez como ministro de Economía, Fomento y Reconstrucción de Bachelet. Fue reemplazado por Hugo Lavados en enero de 2008.
Ha sido consultor en materias tales como regulación de seguros de salud y sistemas previsionales para diversos organismos internacionales y países, como el Banco Mundial, el Banco Interamericano de Desarrollo (BID), la Organización Panamericana de la Salud, India, Egipto, Paraguay, República Dominicana, Argentina, Perú y Bolivia. Fue miembro del Comité Ejecutivo de Asociación Internacional de Reguladores de Seguros entre 2004 y 2005, y presidente de la Asociación Internacional de Organismos Supervisores de Pensiones entre 2002 y 2003.
En lo docente, ha sido profesor de derecho económico de la Facultad de Derecho de la Universidad Andrés Bello entre 2000 y 2004, y desde 2006 ha impartido clases en la Escuela de Gobierno y de Negocios de la Universidad Adolfo Ibáñez, en materias relacionadas con políticas públicas anticorrupción, regulación económica y gobiernos corporativos.
En 2008 fue designado como consejero del Consejo para la Transparencia por la presidenta y ratificado por el Senado por unanimidad, asumiendo el cargo por un periodo de seis años. En octubre de 2011 fue elegido por unanimidad presidente del organismo en reemplazo de Raúl Urrutia Ávila. Fue relevado a mediados de 2013 por Jorge Jaraquemada.
El 25 de mayo de 2016 fue incorporado al Consejo de Administración de Everis como Consejero Independiente.